# Laisse un peu d'amour
Pour plus de détails, voir Fiche technique et Distribution.
Laisse un peu d'amour est un téléfilm français écrit et réalisé par Zaïda Ghorab-Volta tourné en 1997 et en 1998.

## Synopsis
Monique, 57 ans, ouvrière, se retrouve en pré-retraite. Découvrant la volupté des journées sans travail, sa vie prend une autre tournure. Ses deux filles, Gisèle et Sandra, s'apprêtent, elles aussi, à changer de vie. La première parce qu'elle vient de réussir le concours d’entrée au Conservatoire de Paris. La seconde du fait qu'elle quitte l’hôpital où elle séjournait pour une tentative de suicide et qu'elle part à la mer avec ses amis… 

## Fiche technique
- Réalisatrice : Zaïda Ghorab-Volta, assistée de Marina Obradovic et de Louis Sébastien (stagiaire)
- Scénariste : Zaïda Ghorab-Volta
- Scripte : Sandra di Pasquale
- Directeur de la photographie : Hélène Louvart
- Premier assistant opérateur : Loïc Savouré
- Photographe de plateau : Marina Obradovic
- Montage : Gilles Volta
- Création des décors : Philippe Jacob
- Création des costumes : Fabienne Desflèches
- Son : François Maurel
- Mixage : Jean-Paul Hurier
- Perchman : Fred Messa
- Bruitages : Christophe Bourreau
- Producteur : Gilles Sandoz
- Société de production :  Agat Films & Cie - Ex Nihilo; La Sept-Arte
- Format : Couleur
- Pays d'origine : France
- Genre : Film dramatique
- Durée : 94 minutes
- Tournage : en 1997 aux environs d'Ableiges
- Date de diffusion : 13 novembre 1998

## Distribution
- Andrée Damant : Monique, une ouvrière mise en préretraite à 57 ans
- Aurélia Petit : Gisèle, une fille de Monique qui veut devenir actrice
- Lisa Payen : Sandra, l'autre fille de Monique, une rebelle
- Paola Bechis : Éliane
- Michèle Ernou : Marcelle
- Bruno Guillot : Patrick
- Pierre Heitz : Arnaud
- Daniela Léonardi : Cindy
- Louise Vincent Pierrtte
- Zahra Banaïssa
- Gilles Garnier

## Sélections
- mai 1998 : Festival de Cannes (Quinzaine des réalisateurs)
- 1998 : Festival de cinéma Indépendance(s) et Création d'Auch